# アンサイクロペディア
アンサイクロペディア（Uncyclopedia, "the content-free encyclopedia that anyone can edit"）とは、ウィキペディアのパロディサイトである。“Uncyclopedia”という名称は否定の接頭語“un-”と百科事典を意味する“encyclopedia”を組み合わせたかばん語であり、「非百科事典」の意。略称は「アンサイ」「アンサイクロ」、頭文字をとった"UCP"等。

## 概要
このサイトはジョナサン・ホアンと匿名の協力者らにより2005年1月に創設された。同じくアンサイクロペディアの日本語版である「フリー誤報百科事典『バ科事典』」は2005年3月頃に開設されたが、2006年8月に、「嘘八百」からとった『八百科事典』へ改称した。アンサイクロペディアの目的はウィキ形式によるSPOV（英: satirical point of view）風刺的（皮肉）な観点の記事を提供することにある。

## 経緯

韓国語版ロゴ

アンサイクロペディアはウィキペディア内の「削除された悪ふざけとナンセンス」の保管所として、2005年1月にウィキペディアの一部として開始された（アンサイクロペディア内にはこれのパロディである「削除された事実と退屈な文章」なるものが存在する）。しかしながらこの保管所はウィキペディア上でまったく宣伝されず、分類されたトピックによる風刺的な文章の投稿場所として成長したのである。
アンサイクロペディアは最初に置かれたホスト・サーバ以上に急速に巨大化し、2005年5月26日にアンサイクロペディアが（ウィキシティーズ（現：ウィキア）としてではないが）ウィキアのサーバに置かれると発表された。その結果、アンサイクロペディアのライセンスとドメイン名はそのまま残された。
日本語版アンサイクロペディアの記事はクリエイティブ・コモンズの「表示 - 非営利 - 継承 2.5」のライセンス下に置かれている（フランス語版など一部言語版ではGFDLのライセンス下に置かれている）。他のWikicityのサイトと同様に、すべての記事データがオンラインで利用可能である。2007年12月の時点では英語版アンサイクロペディアには23000項目の記事が投稿されており、Wikiaのサーバに置かれた6番目に大きいウィキサイトとなっている。また月間5回以上投稿した利用者の数は、2005年3月以降常に1位となっている。アンサイクロペディアのロゴは「ソフィア」、「アンサイクロポテト」と名づけられたジグソーパズル模様に記号が書き込まれたジャガイモであり、ウィキペディアのロゴのパロディとなっている。ただし、朝鮮語版、フランス語版、ギリシア語版、フィンランド語版ほか、一部の言語版のロゴはポテトではない。

## 記事
以下の例で特に注記のないものは英語版と日本語版に共通する内容である。
アンサイクロペディアの記事はパロディを目的として現実に緩やかに基づいているが、多くの場合はフィクションである。またアンサイクロペディアの趣旨に合致する、現実の世界での出来事をからかった風刺的な記事も多い。たとえば、英語版の多くの記事で、マイクロソフトの役員スティーブ・バルマーがその記事の主題を抹殺すると誓ったと引用されているが、これはバルマーによるGoogle抹殺宣言のパロディである。同種のジョークの中には「ジョージ・ブッシュが興味を持たない物」がある。これはアメリカのヒップ・ホップ・ラッパー、カニエ・ウェストによる「ブッシュがいかに黒人に興味を持っていないか」という発言のパロディである。またレバノン沖地中海に存在するとしてウィキペディアに作成され、虚偽であるとして削除されるとウィキホリックたちによって直ちに再生され、管理者陣との間での編集合戦に発展した「ポルシェジア島」（Porchesia）に関する騒動の顛末も「ポルシェジアの虐殺」（The Porchesian Holocaust）として存在する。
もともとあるジョーク、諺の類をシリーズとして拡大化したものもある。たとえば「君は牛を二頭持っている。」や「DHMO」、「風が吹けば桶屋が儲かる」など。
さらに自己言及的なジョークも豊富である。例えば、「モールス信号」の記事はモールス符号で記述されており、「冗語法」の記事は非常に冗漫である。ただし、現在はこれらの記事の増加のし過ぎにより、このようなジョークの内容の投稿を好まない雰囲気もある。
アンサイクロペディア内には姉妹サイトとしてウィクショナリーのパロディである「アンディクショナリー」やウィキニュースのパロディである「アンニュース」（日本語版では「バ科ニュース」）、ウィキブックスのパロディである「アンブックス」、ウィキクォートのパロディである「アンクォート」がある。そのほかにも英語版ではウィキバーシティのパロディも作られている。また、替え歌の歌詞の投稿を行うことができる「アンチューンズ」、リンク移動を使ったゲームを投稿できる「ゲーム(アンゲーム)」など、本来のウィキプロジェクトにはないものもある。ただし、本家ウィキペディアと違ってプロジェクト単位でMediaWikiを割り振っていないため厳密にはアンサイクロペディアの記事内における姉妹プロジェクトの運営となっている。そのため姉妹プロジェクトにおける記事を書くには記事名を「プロジェクト名:記事名」で作成しなければならない。また、つまらない内容や二番煎じを書くとすぐに消される。

## ウィキペディアそのものへの風刺と、徹底的なユーモアの追求
アンサイクロペディアは、記事のユーモア性が乏しいと、修正テンプレートが貼られ、ユーモアのある記事に書き換えるよう働きかける流れがある（実際、アンサイクロペディアには面白味がほとんどない記事ばかり投稿したりすることにより対象となる『著しくサイト主旨とかけ離れた投稿のみの投稿』というウィキペディアにはないブロック理由が存在する。ただし、後述するハンス・ウルリッヒ・ルーデルやシモ・ヘイヘのような極一部の例外も存在する）。
また、ウィキペディアとアンサイクロペディアが対立関係にあるような前提で書かれている記事も少なくないが、これはアンサイクロペディア特有のアングルである。

### その他のテーマ
従来は風刺的な観点から記事が作成されていたが、現在は多様で実験的なユーモア表現がなされている。以下の例で特に注記のない物は日本語版の記事である。
- 既知の自然科学や数学の法則が疑似科学であると主張する。あるいは間違った定理などをあたかも正しいように証明する。例として「1=2」では1と2が等しいという間違った証明をする。
- 架空の作品や思考実験の中の事象を、現実であると主張する。あるいは現実の事象を虚偽のものと主張する。例としてぎなた読みから生まれた「アフガン航空相撲」などがある。
- 「あああああああああ!」などの不毛な内容の記事も一定数存在しているが、これは英語版の「AAAAAAAAA!」の"A"を「あ」として翻訳したものである。
- ウィキペディアのパロディという点から、ウィキペディアでの編集合戦や荒らしが起こる、あるいはウィキペディアに問題があるとそれを積極的に取り込もうとする。またウィキペディアで伏せられた事実があるとそれも記述される。日本語版では「hyde」に関係する記事が専ら執筆されており、代表的なものとして「hydeの身長は156cm」などがある。その他「要出典」など。「司馬遷」のように、ウィキペディアの中国の漢代以前の記事のほとんどが司馬遷の史記に依拠しており、出典が示されていないことを茶化した記事もある。
- 1文字しか書かれていないページも存在する。

記事の百科事典的雰囲気を差別化のため独自の注釈や批評によって故意に損なっている。戦果が逆転したり実際は行われていない戦争等、架空の国同士の戦争も含まれる。例として「第二次世界大戦」や「リアル第二次世界大戦」、「大東亜戦争」など。だがこういった架空要素が大部分を占める記事は近年ではあまり好まれない傾向にある。
嘘とユーモアを笑いのネタとしている記事が多いが、かならずしも嘘である必要はなく、ユーモアがあって笑える内容であれば十分とされる。しかし嘘をついていてもユーモアがない記事は認められない。また、「ハンス・ウルリッヒ・ルーデル」のように「事実があまりに信じがたいので、嘘を書くことはできない」という体裁の記事もある。
上記のようにジョークの多いページでもあるが、アンサイクロペディア内で正しい説明があるという例も存在している。例えば、世界一の一覧において、世界一短い詩は大橋裸木の「陽へ病む」ということになっていた（2018年9月3日の版まで）が、一方アンサイクロペディアでは草野心平の「冬眠」と記述されている。また、エベレット・マーシャルは、アンサイクロペディア文章を全文引用したものである。

## ウィキペディアの模倣
アンサイクロペディアには、メインページのデザインなど、様々な個所でウィキペディアの模倣が見られる。また、メッセージを模倣するために、アンサイクロペディアではMediaWikiが使われている。
ウィキペディアのパロディの一例として、ウィキペディアのスタブメッセージである「この項目「(記事名)」は、調べものの参考にはなる可能性がありますが、(ジャンル)に関連した書きかけの項目です。この項目を加筆・訂正をしてくださる協力者を求めています。」に似せて、アンサイクロペディアでは「この項目「(記事名)」は、執筆者がクラックをキメていた可能性もありますが、今はまだクソの山です。より愉快にして下さる協力者を求めています」というものがある。
更に、アンサイクロペディア上で使われている画像やその説明ページの一部が登録されているアンサイクロメディア・コモンズは、ロゴも含めて、ウィキメディア・コモンズを模倣したものとなっている。
また、2010年11月15日現在、ウィキペディア各ページの上部に、「ウィキペディア創設者 ジミー・ウェールズからのメッセージをお読みください」というバナーが表示されているが、これを模倣したバナーが、アンサイクロペディア各ページの上部にも登場した。いわく、「アンサイクロペディア創設者 オスカー・ワイルドからのメッセージをお読みください」。その内容も、アンサイクロペディア創設から現在に至るまでの様子を皮肉に表現し、最終的に寄付するように要求するが適当にボタンを押すだけで寄付が終了するという、寄付行為そのものをパロディにしている。
ウィキペディア、及びその姉妹プロジェクトでデフォルトのスキンが「ベクター」に変更された2010年6月10日以後も、長らくアンサイクロペディアは「モノブック」であったが、2011年8月頃に「ベクター」スキンに変更された。

## 日本語版の特徴
日本語版アンサイクロペディアは2009年6月22日で登録ユーザー数10000人を突破（うち管理者10人）で運営され、22,000以上項目の記事が存在している。
また、日本語版にはドメインが複数存在するが、それらのドメインの記事内容などは全て同じものである。
- ja.uncyclopedia.info/
- ansaikuropedia.org/
- ja.ansaikuropedia.org/
- ja.uncyclomedia.org/
- ja.uncyc.org/
- ja.uncyclopedia.net/
- xn--cckacd9c8a6ing0g5b.com/
- アンサイクロペディア.com/
- m.ansaikuropedia.org/(モバイルビュー)
- m.アンサイクロペディア.com(モバイルビュー)

この他、ウィキ内に存在する姉妹プロジェクト以外の関連プロジェクトとしては、以下のプロジェクトが存在する。
- https://newusopedia.miraheze.org - ウソペディア（日本語版Illogicopedia）[9]
- https://uncyclomedia.org - UnMeta。Meta-Wikiのパロディ。
- https://commons.uncyclomedia.org - UnCommons。Wikimedia Commonsのパロディで、各言語版のアンサイクロペディアにおける共通のファイル用ディレクトリとなっている。
- https://data.uncyclomedia.org - Undata。Wikidataのパロディ。

### 記事のテーマ
英語版とは共通するテーマも多く存在し、「あああああああああ!」、「ニヒリズム」（虚無主義）、「君は牛を二頭持っている」、「1=2」など多くの他言語版アンサイクロペディアに存在する記事は日本語版利用者にも広く受け入れられている。特に「ニヒリズム」は、記事に文字や画像が全くないアンサイクロペディアのユーモアの典型的な記事である。一方で、日本語版独自のユーモアも数多く投稿されている。例えば、「風が吹けば桶屋が儲かる」などは日本の文化を活用しつつ、多くの利用者によって親しまれている。
一時期話題になった一般人や犯罪者を扱った記事、公開されていない芸能人のプロフィールなどを扱った記事も存在する。このようなウィキペディアに書くと削除される記事は内輪ではあるが、アンサイクロペディア内のメタユーモアにまで昇華されている。ウィキペディアのマスコットであるウィキペたんの記事は女装した男性であるとされ、これを模倣した「アンサイクロペたん」はユーザーにより数多く案が出たものの結局「正式な姿は決めず放置したほうがアンサイクロペディアらしい」という合意形成がとられている。
アニメや漫画、パソコンゲームなどに対して半分まじめに説明しながらも、（荒らしのような表現も含め）細部でユーモアを膨らませるようにした手法がよく使われている。このような記事はアクセス数も多く、アニメ「魔法少女リリカルなのは」の記事は、一時はメインページを大きく超えるアクセス数をカウントし、内容も原作の『とらいあんぐるハート3 〜Sweet Songs Forever〜』はもちろん『エースコンバット5』（AC5）の世界観も飲み込むなど、日本語版の名物ページとされている。
エクストリームスポーツも頻繁に使われるジョークである。アンサイクロペディア内では理系のエクストリームスポーツとして扱われる「栗まんじゅう問題」（→ドラえもんのひみつ道具 (はあ-はと)#バイバインも参照）、ぎなた読みから生まれた「アフガン航空相撲」、東京ディズニーリゾートに一人で赴き、楽しむ「一人ディズニーランド」、企業や官庁の不祥事を皮肉った「エクストリーム・謝罪」、飲酒運転など犯罪の類のようにスポーツにすら当てはまらない記事も多数存在する。その多くは「エクストリーム+単語」という形式の題名で作られる事が多い。ただしエクストリームスポーツの乱立による、マンネリ化が懸念されたため、このような記事の審査は厳しくなっている。
架空の国家や組織などは日本語版においてもよく使われるユーモアの手法である。「阪急王国」（大阪府・兵庫県の一部）や「名古屋共和国」（愛知県）など実在の都道府県や企業を揶揄した記事、定礎、月極、ゴランノス・ポンサーなる 「日本三大企業」、全く架空の設定で作られたでたらめな国家の記事などが挙げられる。ただし現在ではこれらの記事の乱立により、あまりこのような記事を好まない雰囲気となっている。
また、読者を翻弄するような記事も多い。「お察し下さい」は内容を察するよう求められ、「ひらがな」の記事は平仮名のみで、「カタカナ」の記事は片仮名で、「漢字」の記事は漢字で、「漢文」の記事は漢文で、「点字」の記事は点字（ただし墨点字）で、「墨字」の記事は墨字で（ただしウィキペディアの同記事でも墨字が用いられている）、「万葉仮名」の記事は万葉仮名で書いてある。「カオス」の記事は文字が点滅し揺れ動き、「文字化け」の記事は文字化けし（これはUTF-8のエンコードのままシフトJISで文字化けしたように見せかけてあるため、シフトJISに切り替えると一層酷い文字化けが起こる）、「音声入力」の記事は音声認識で作られており、「小倉百人一首」の記事は五・七・五のリズムで書かれており (テンプレートやカテゴリも)、「nowiki」の記事は前半のソースをnowikiで囲み、nowikiが使い勝手の悪いものであることを示しており、「QRコード」の記事はQRコードだけが書いてある（実際にこのコードは携帯電話などで読み取ることができる上、そのコードを読み取ると記事の本文が出現する）。さらに「リンク荒らし」の記事のリンクはぐちゃぐちゃになっており、「高橋メソッド」の記事はそれを使ったプレゼンテーション風になっている。また、アンサイクロペディアで「バイキング」と検索すると、ページそのものがアトラクションのバイキングのように揺れ動いて表示される。

### オリジナルのテンプレート・バナー
また、日本語版アンサイクロペディアの特徴としては、記事の途中にとっさの一言テンプレートと呼ばれる独自のテンプレートを使用できるのも特色である。たとえば、仮に事実だとしてもそれを公にすると諸問題が発生する場合、『検閲により削除』『自主規制』『C』などのテンプレートを貼り付けることで、その部分をぼかすことができるほか、いかがわしい表現や性的な表現、暴力的な表現の場合は『放送コード』などのテンプレートでピー音や、ピストル音を表現できる。事実を述べたくない、または述べられない場合は『お察し下さい』というテンプレートが用いられることが多い。他にも参考書や問題集の要点をパロディ化した『テストに出るよ』（体裁は要出典と同じである）などがある。
このテンプレートより使い勝手は劣るが、よりパロディ、皮肉の色が強まったものとして自作バナーがある。このバナーの中には共産主義、ナチズムなど社会イデオロギーを揶揄したものや、内容がひどい内容の場合は『この記事はクソです〜』『この記事は腐っています』『この記事はアートです』などといった自虐的なものまで存在し、そのほかアニメやゲームなどのネタを引用したものなども存在する。
また、語録というテンプレートも存在する。語録には歴史上の人物や実在の人物、架空の人物のものなどがあり、あたかもその人物がそれについて言及したかのような表現を醸し出すパロディセンスの強いものである。
ウィキメディアテンプレートの中には『海外安全情報　ウィキペディアの「（ウィキペディアの記事名）」周辺は治安が悪化しているため、渡航の延期をお勧めします。』や『海外安全情報　ウィキペディアの「（ウィキペディアの記事名）」周辺は、現在非常事態宣言が発令中です。渡航の中止をお願いします。』というのがあるが、これはウィキペディアに記載されている記事が前者が半保護、後者が全保護されていることを知らせている。

### サーバの問題
日本語版アンサイクロペディアの存在するサーバは他の言語版と同じサーバに置かれているので、ページを開くのに時間が掛かったり、エラーで開かなかったりすることが多く、それに対しての批判も多かった。非常にサーバが不安定になった場合には、英語版アンサイクロペディアの利用者でありカナダ在住のサーバ管理者のCarlbに一部の日本語版の管理者が不具合などを報告することもあった。現在のアンサイクロペディアでは多少改善されたようであるが、2018年に一時的に記事作成が不能になるなどの問題が起こったこともある。
またこれに対して日本語版アンサイクロペディアでは「重い」という記事で揶揄されている。
また、サーバダウンのような問題すらユーモアのネタとして使うことすらある。2008年1月8日から12日にかけてアンサイクロペディアのサーバがダウンしていた時は、ダウンから復帰した直後に「記憶喪失(アンサイクロペディア)」という記事が立てられ、「1月9日から12日にかけて当サイトで発生した大規模サーバーダウンについて」としてメインページの最上部にお知らせのようにリンクが張られていた。サーバダウンやサーバの不具合に対応するため、アンサイクロペディアでは自身が投稿した記事をある程度の期間、ローカルに保存しておくことが推奨されている。

### 管理
記事の管理に対しては管理者を中心として行われている。ただしユーモアを扱う以上、対象を存続させるべきかどうかを見極めるのは非常に難しい。ウィキペディアのように記事の正確性のような明確で多くの人が納得しやすい基準を作ることは、ユーモアという性質上無理があるため、あまりに品質が低い記事やおおむね品質基準を満たしていると認められた記事以外については、会話ページで議論が行われることがある。記事を存続させるか削除するかは、最終的には会話ページでの議論（必ずしも多数決ではない）で決める規則である。記事の存続への賛成者が多数の場合でも管理者は削除権を持っている。また、管理者には、投稿ブロックを行う権利もある。中には、削除権限行使による削除の正当性や、行った投稿ブロックの有効性から3度不信任動議が出された管理者もいる。
日本語版においては管理者の選出は、初期においてはビューロクラットに一任されていたが、後に自薦・他薦による制度が短期間導入され、その後は現在（2025年）まで「のびた君」と呼ばれる独自の管理者試用期間制度を設けて、試用期間中に育成と管理者としての適性審査が行われており、最終的には卒業認定を受けることで正規の管理者に選出する仕組みとなっている。

### 投稿ブロック
ウィキペディア同様、投稿ブロックのシステムが存在する。Wikipedia:投稿ブロックの方針(WP:BP)のパロディとして同様に「Uncyclopedia:投稿ブロックの方針(UN:BP)」というページがある。ウィキペディアとの違いは、アンサイクロペディアの特性上、項目に「虚偽情報の記載」が無いほか、議論を妨害する行為として「合意形成の妨害」がある点など。
利用者は投稿ブロック依頼を申請することができる。ウィキペディアとは異なり、対象者別に専用のページが新規作成される。事情が複雑な場合は、利用者が議論してブロック期間を定める。ブロック権限を持つ管理者は、ブロック対象者の行為の悪質性、緊急度に応じて投稿ブロックの方針を無視して「裁量ブロック」することが許可されている。
例外的に、既に認定されているLTAなど、コミュニティの合意が形成されている案件は即座にブロックされる。

## データベースダウンロード
本家Wikipediaおよび姉妹プロジェクト同様、アンサイクロメディア財団からアンサイクロペディアのデータベースをダウンロードすることができる。アンブックスやアンディクショナリーなどのプロジェクトはアンサイクロペディア内のサブプロジェクトとして含まれているため、各プロジェクトの記事も同時にダウンロードすることができる。

## 社会からの批評
アンサイクロペディア英語版の記事は、有名無名を問わずさまざまな新聞・雑誌等で取り上げられている。たとえば2005年には、空飛ぶスパゲッティ・モンスター教の記事がニューヨーク・タイムズ紙の「Pastafarianism」を扱ったコラムで紹介された。このコラムは台北タイムズなど他紙でも掲載された。さらにウィキのみならずウェブサイト一般を扱った記事においても、技術やウェブといった括りで紹介されている。ボストン・ヘラルドやガーディアンがその例である。アンサイクロペディアの記事が取り上げられることがある一方で、単にアンサイクロペディアという名前が記載されるに過ぎない場合もある。たとえばウィキペディアにおけるシーゲンソーラーの経歴論争を取り上げた「The Register」においても、アンサイクロペディアは名前だけが紹介された。また「PC Magazine」でも未発掘のサイトベスト100に選出されている。
2007年6月には、湖水地方の記事が評議員や観光会社の経営者から「不快」だと評され、同時に彼らは厳しい規制を求めた。この一件はイギリスの地方紙North-West Evening Mailにも取り上げられたが、アンサイクロペディアの方針は変わらなかった。これと似た事件が2007年11月にも発生しており、北アイルランドを扱った記事が地元政治家のJames McCarryによって「恥さらし」と批判され、さらに彼は問題の記述を除去させると宣言した。なおこの北アイルランドの一件では、地元評議員のConor Maskeyや「Portadown News」編集長のNewton Emersonが、もっとリラックスしてウェブサイトと接するべきだとMcCarryの姿勢に反論している。
2008年4月には、「『緊急地震速報』誤作動影響 玉突き事故発生で死者5人 – 首都高」では、記事のノートページでエフエム東京（TOKYO FM）の社員が記事を削除するように抗議したこともある。
日本語版は個人のブログなどに取り上げられる程度だったが、2007年9月には日経トレンディネットにリア充の記事が引用されるなど、徐々に知名度が上がっている。
2011年6月には、UnNews日本語版に「ツイッター日本語版、7月から全面有料化」という記事を掲載。記事の掲載は21日であったが、5日経過した26日にこの記事がネタとしてツイッターで拡散する内に本当のニュースと誤認されて騒動となり、公式アカウントがこれを否定するコメントを投稿する事態に至った。この際に拡散した人物が「悪質なデマサイト」と呼んだことから、「悪質なデマサイト」という記事が作成されるに至った。
2019年5月号の『正論』（産経新聞社発行）で、アンサイクロペディアから説明文が引用されて記事が掲載されていることがネット上で波紋を呼んだ。当該記事は評論家の潮匡人によるもので、「フリー百科事典『アンサイクロペディア』」（文中での表記）の説明文を引用する形で、ポリティカル・コレクトネスについて「言葉の使い方に偏見や差別が含まれていないことを指す言葉である。日本語では『政治的に正しい』と訳される場合もあるが、一般的には「言葉狩り」を婉曲にオブラートに包んであたかも言論の自由を侵害するものではないかのように装うために言い換えているものであると認識されている」と説明。アンサイクロペディアの引用についてネットでは疑問視する声が上がったが、潮は「ウィキペディアを引用すること、アンサイクロペディアを引用することも恥ずかしいとは思いません。多くの目にさらされているインターネット上の方が正確であることの方がしばしばある」「『ウィキペディア』のパロディサイトであるが、ここでは『アンサイクロペディア』の説明がむしろ本質を示しているだろう」と引用の意図を釈明した。

## プロジェクト
| ar:    | アラビア語     | بيضيپيديا            |
| ca:    | カタロニア語   | Valenciclopèdia      |
| cs:    | チェコ語       | Necyklopedie         |
| da:    | デンマーク語   | Spademanns Leksikon  |
| de:    | ドイツ語       | Uncyclopedia.de      |
| el:    | ギリシャ語     | Ανεγκυκλοπαίδεια     |
| en:    | 英語           | Uncyclopedia         |
| es:    | スペイン語     | Inciclopedia         |
| fa:    | ペルシア語     | نانشنامه             |
| fi:    | フィンランド語 | Hikipedia            |
| fr:    | フランス語     | Désencyclopédie      |
| he:    | ヘブライ語     | איןציקלופדיה         |
| hu:    | ハンガリー語   | Unciklopédia         |
| it:    | イタリア語     | Nonciclopedia        |
| ja:    | 日本語         | アンサイクロペディア |
| ko:    | 朝鮮語         | 백괴사전             |
| la:    | ラテン語       | Necyclopædia         |
| nl:    | オランダ語     | Onziclopedie         |
| no:    | ノルウェー語   | Ikkepedia            |
| pl:    | ポーランド語   | Nonsensopedia        |
| pt:    | ポルトガル語   | Desciclopédia        |
| ru:    | ロシア語       | Абсурдопедия         |
| sv:    | スウェーデン語 | Psyklopedin          |
| th:    | タイ語         | ไร้สาระนุกรม           |
| tr:    | トルコ語       | Yansiklopedi         |
| zh:    | 中国語（簡体） | 伪基百科             |
| zh-tw: | 中国語（繁体） | 偽基百科             |

| meta: | UnMeta        | アンサイクロメディア財団（Uncyclomedia Foundation） |
| info: | Babel Project | アンサイクロペディア一覧表                          |